# Joan IV de Brabant
Joan IV (Arràs, 11 de juny de 1403 - Brussel·les 17 d'abril de 1427) fou duc de Brabant, de Limburg i de Lothier. Era fill d'Antoni de Borgonya, duc de Brabant, Limburg i Lothier. Ell va ser el segon governant de la casa de Valois-Borgonya.

## Biografia
Va succeir al seu pare el 1415, després de la seva mort en la batalla d'Agincourt, sent encara un infant; tenia un caràcter feble, i mala salut, i va deixar governar al seu seguici. Quan encara era només tenia catorze anys, es va casar el 10 de març de 1418 amb Jacquelina, comtessa d'Hainaut, d'Holanda i de Zelanda (1401 † 1436) que veia en ell un protector contra les pretensions del seu oncle Joan III. La nova duquessa va tractar de reemplaçar i eliminar els assessors del seu marit, però cansada de les lluites incessants, va fugir a Calais abandonant a Joan, i es va refugiar a Anglaterra, on va treballar per trencar el seu matrimoni per raó de consanguinitat (eren cosins germans). A Brabant els Estats van declarar al germà de Joan IV, Felip de Saint Pol, com a ruwaard (regent), però el 1421 Joan va recuperar la regència. El papa Martí V va pronunciar la nul·litat del matrimoni de Jacquelina i Joan el 1422; llavors Jacquelina es va tornar a casar amb Humphrey de Gloucester, i va començar la guerra entre els seus dos successius marits i els respectius partidaris. Joan va ampliar privilegis a les ciutats (el "Nieuw Regiment") minant el suport a Jacquelina, i Joan va aconseguir el suport del partit dels Cods (Bacallans) per fer la guerra a la seva ex esposa, mentre el partit dels Ganxos (Hooks) donaven suport a Jacquelina i el duc de Gloucester. Joan IV va obtenir el suport del seu cosí Felip el Bo de Borgonya i va fer també una aliança estratègica amb Joan III de Baviera. Jacquelina va caure presonera dels borgonyons i va ser tancada a Gant i a la mort del duc de Baviera (1425), el duc Felip el Bo va fer valer les seves pretensions a les terres de Jacquelina (Hainaut, Holanda i Zelanda) que la comtessa li va acabar cedint el 1428; però un any abans Joan IV va morir jove i el poder real ducal va anar al seu germà Felip de Saint Pol però Felip el Bo va acabar assolint el poder a la mort d'aquest (també jove) el 1430.
El 1425, Joan i el seu germà Felip van fundar la Universitat de Lovaina.